# Colombard
Colombard er en druesort fra Frankrig, hvor den er anvendt til cognac. Druen er
formentlig en krydsning mellem sorterne Chenin blanc og Gouais blanc. Den anvendes hovedsageligt i Californien, hvor den er en af de mest plantede druesorter. Colombard anvendes i store mængder til billigere hverdagsvine. 
Selv om druen er plantet i stort tal, er dens betydning aftagende.